# Helena Almeida
Helena Maria de Castro Neves de Almeida (1934, Lisabon – 25. září 2018, Sintra) byla portugalská fotografka a konceptuální umělkyně.

## Životopis
Almeida se narodila sochaři Leopoldo de Almeida (1898–1975). Její mládí bylo formováno politickou situací v Estado Novo . Studovala na Lisabonské umělecké škole . Po dokončení malířského kurzu v roce 1955 se provdala za architekta Artura Rosu, s nímž měla dceru Joanu Rosu, která se také stala výtvarnicí. V roce 1964 získala stipendium na Fondation Calouste Gulbenkian v Paříži a od té doby začala zpochybňovat tradiční malbu. V roce 2005 reprezentovala Portugalsko na Benátském bienále.
Almeida ve svých dílech často kombinovala malbu a sochařství, například přidáním trojrozměrných prvků, jako jsou koňské žíně. Tradiční součásti malby, jako je plátno, rámy a barvy, přecházejí z média a stávají se ústředním obsahem obrazu. Almeidiny vizuální kompozice na prostoru a linii se vyznačují vysokou mírou komplexnosti. Opakujícím se zájmem její umělecké práce bylo zkoumání vztahu mezi umělcem a obrazem, například tím, že se zabývala vlastní přítomností umělkyně při přetírání fotografií primárními barvami červenou a modrou nebo zobrazováním vlastního těla záměrně nikoli jako autoportrét v choreografických pózách.

## Ceny a ocenění
- 1964: Grant na propagaci od Gulbenkianovy nadace
- 1967: 1 Cena za kresbu z Univerzity Coimbra
- 1972: Soquilova cena za užité umění
- 2003: Velkodůstojnice Řádu prince Jindřicha

## Výstavy
- 1967: Galerie Buchholz, Lisabon[5][6]
- 1972: Sociedade Nacional de Belas-Artes, Lisabon
- 1982/2005: 40./51 Benátské bienále, Benátky[7]
- 2004: The Drawing Center, New York
- 2007/2010: Galeria Helga de Alvear, Madrid
- 2009: Fundacion Telefónica, Madrid
- 2009: Kettle's Yard, Cambridge[8]
- 2010–2019: Výstavní turné Feministická avantgarda kolekce Verbund, Vídeň
- 2013: Fundação Leal Rios, Lisabon
- 2013/2014: BES Arte e Finança, Lisabon
- Helena Almeida: My Work is My Body, My Body is My Work, Serralves Museum, Porto, Portugalsko (2015/2016)[9]
- Work Is Never Finished, Institut umění v Chicagu, Chicago, IL (2017).[7][10]
- Helena Almeida, Inhabited Canvas, Tate Modern, Londýn, 2018[11][12]

## Publikace
- Helena Almeida. Katalog výstavy Galerie Erika + Otto Friedrich, Bern 1978.
- Helena Almeida. 14 xaneiro – 19 marzo 2000, Santiago de Compostela 2000.
- Helena Almeida. Inside me (Ve mně) Katalog výstavy Kettle's Yard, University of Cambridge, John Hansard Gallery, University of Southampton, Cambridge, 2009.
- Andar, abraçar / Chůze, držení. katalog výstavy. BES Arte e Finança, Lisabon 2013.

## Dokumentární filmy
- Sylvain Bergère: Umělci zblízka. Helena Almeida - malířka (30 min, Francie, 2011)